# Stuart Manning
Stuart Bernard Manning, es un actor y modelo inglés conocido principalmente por haber interpretado a Russ Owen en la serie Hollyoaks.

## Biografía
Stuart tiene un hermano mayor llamado, James Manning.
En 2002 salió brevemente con la cantante de pop y actriz Lulu, 20 años mayor que él. En 2004 salió con la cantante Jessica Taylor. En 2009 salió con una joven llamada Coral Keen, pero la relación terminó.
A principios del 2011 salió con la actriz Gaynor Faye, sin embargo la relación terminó.

## Carrera
En 2001 apareció de forma recurrente en la serie Night & Day donde interpretó a Sam Armstrong.
En agosto del 2004 se unió al elenco de la exitosa serie británica Hollyoaks donde interpretó a Russell Russ Owen, hasta el 3 de junio de 2009, después de que su personaje decidiera mudarse con su hijo. El 13 de agosto del 2018Stuart regresó a la serie después de nueve años y su última aparición fue el 16 de noviembre del mismo año, después de que su personaje fuera asesinado por Breda McQueen (Moya Brady).
En 2008 interpretó de nuevo a Russ Owen, en el spinoff de Hollyoaks, Hollyoaks Later.
El 2 de noviembre de 2009 se unió al elenco de la novena temporada del programa I'm a Celebrity…Get Me Out of Here!, sin embargo quedó en quinto lugar.

## Filmografía

### Series de televisión
| Año               | Título             | Personaje     | Notas                                           |
| ----------------- | ------------------ | ------------- | ----------------------------------------------- |
| 2004 - 2009, 2018 | Hollyoaks          | Russ Owen     | 155 episodios                                   |
| 2015              | Casualty           | Clyde Jackson | episodio "Holby Sin City"                       |
| 2015              | The Dumping Ground | Matt Brantson | episodio "Law & Disorder Part One: Party Games" |
| 2014              | Doctors            | Paul Carter   | episodio "The Soundtrack of Your Life"          |
| 2008              | Hollyoaks Later    | Russ Owen     | 2 episodios                                     |
| 2004              | Holby City         | Mark Thompson | episodio "You Can Choose Your Friends..."       |
| 2001              | Night & Day        | Sam Armstrong | 26 episodios                                    |
| 1993              | The Bill           | Joven         | episodio "Cutting Edge"                         |

### Teatro
| Año  | Obra               | Personaje | Teatro             | Notas              |
| ---- | ------------------ | --------- | ------------------ | ------------------ |
| 2010 | A Passionate Woman | Craze     | New Wolsey Theatre | junto a Kay Mellor |

### Apariciones
| Año  | Título                                    | Notas                      |
| ---- | ----------------------------------------- | -------------------------- |
| 2009 | I'm a Celebrity, Get Me Out of Here!      | 20 episodios - concursante |
| 2009 | I'm a Celebrity, Get Me Out of Here! NOW! | 19 episodios - concursante |

## Premios y nominaciones
| Año  | Categoría                                                                        | Premio              | Serie       | Resultado |
| ---- | -------------------------------------------------------------------------------- | ------------------- | ----------- | --------- |
| 2006 | Spectacular Scene of the Year (junto a Warren Brown, Louis Tamone & Craig Lines) | British Soap Awards | Hollyoaks   | Nominados |
| 2002 | Sexiest Male                                                                     | British Soap Awards | Night & Day | Nominado  |
| 2002 | Hero Of The Year                                                                 | British Soap Awards | Night & Day | Ganador   |